# Meindert Bylsma
Meindert Bylsma (Warga, 11 november 1941) is een Nederlands schrijver en dichter, die in het Fries publiceert.

## Achtergrond
Meindert Bylsma werd op 11 november 1941 geboren te Warga. Hij volgde een opleiding tot onderwijzer aan de Rijkskweekschool te Leeuwarden. Na zijn militaire dienst te hebben vervuld werd hij onderwijzer aan een lagere school in Drachten en later leraar handvaardigheid aan een middelbare school in Twente. Enkele jaren daarna vestigde hij zich in Kimswerd en werd hij leraar Nederlands en handvaardigheid aan een scholengemeenschap in Harlingen.

## Bylsma als dichter en schrijver
In eerste instantie werd Bylsma vooral bekend om zijn poëzie. Hij behoorde tot een groep jonge dichters, die eind jaren zestig, begin jaren zeventig de literatuur uit haar ivoren toren wilde halen en daartoe letterlijk de straat opgingen om hun veelal toegankelijke werk onder de aandacht te brengen. Voor twee van zijn gedichten kreeg Bylsma in 1966 en 1967 een Rely Jorritsmapriis. Zijn eerste dichtbundel was De tévé op it jiskelân (1968). Daarna volgden nog zes andere bundels, waarvan In faai hinnekommen (2001) de laatste was.
Bylsma's eerste korte verhalen verschenen halverwege de jaren zestig, waaronder It motyf, dat in november 1967 in een jongerennummer van het tijdschrift De Tsjerne werd opgenomen. Ook drie van Bylsma's verhalen werden met een Rely Jorritsmapriis bekroond (in 1965, 1968 en 1970). Zijn eerste novelle was Boartsjenderwei ("Spelenderwijs"), dat in 1981 als speciaal nummer van het literaire blad Sonde verscheen. Daarna publiceerde hij de verhalenbundels Praat út in hynstekop (1983) en It grom spat alle kanten út (1986). In 1992 volgde zijn eerste roman, Fuortsmytballade yn es. Drie jaar later kwam Hotputs en oare kremearkes uit (van krekt mearkes, "net sprookjes"). Andere kremearkes werden gepubliceerd in Hite bliksem, het Friese boekenweekgeschenk dat Bylsma in 1997 schreef. Een jaar later verscheen de roman Shit my mar lek. Bylsma's laatste prozawerk is de verhalenbundel Fan flierefluiters en droechstinners (2005).
Bylsma schrijft tevens voor kinderen: hij leverde een groot aantal bijdragen aan verschillende lês-, sjoch-, en dochboeken ("lees-, kijk- en doe-boeken"), waaronder een aantal toneelstukjes.

## Stijl en thema's
Zowel Bylsma's gedichten als zijn verhalen zijn over het algemeen kort en bestaan vaak uit speels, absurdistisch of surrealistisch uitgewerkte ideeën. Zijn eerste roman Fuortsmytballad yn es, die nauwelijks een intrige kent, werd om die reden door sommige recensenten als een verzameling verhalen of episoden beoordeeld. Zijn vroege gedichten werden door een enkele criticus beschouwd als "praatpoëzie", "vrijblijvende eenvoudige gedichtjes, rechtuit en vrij van sentiment".
Een belangrijk thema in Bylsma's werk is het verlies van de vertrouwde omgeving, van landschap, natuur en gemeenschap. Uit zijn werk spreekt vaak bekommernis om kinderen die moeten leven in een door techniek gedomineerde wereld, waarin voor individuen weinig ruimte is. Dit thema werkt hij uit met fantasie en humor, op een wijze die tegelijkertijd zowel ernstig als lichtvoetig en niet-belerend kan worden genoemd.
Bylsma is een typische waarnemer, die zich laat inspireren door gebeurtenissen die hem verbazen of  raken. Zelfs een weggeworpen voorwerp kan zijn fantasie aan het werk zetten. Dergelijke processen zijn goed te volgen in de bundels Oant sjen yn Peasens-Moddergat (1979) en Tekens fan hjoed nei juster (1986), waarin naast gedichten ook foto's zijn opgenomen. Voor zijn bundel Dy iene ielreager dy't opwjokket (1996) zat Bylsma een jaar lang elke zondag een tijd op een bepaalde plek midden in de natuur en schreef hij op wat hij daar waarnam en dacht.

## Andere literaire activiteiten
Bylsma was in 1968 samen met Josse de Haan en Geart van der Zwaag een van de initiatiefnemers van Operaesje Fers. Twee jaar later was hij betrokken bij de oprichting van de Koperative Utjowerij. Van 1974 tot 1982 was hij redacteur van het literaire tijdschrift Sonde en van 1990 tot 1995 van het culturele maandblad De Strikel. Verder was Bylsma bestuurslid van It Skriuwerboun (de Friese schrijversbond), het FLMD en de stichting It Fryske Boek. Ook was hij lid van de adviescommissie voor Friese literatuur van de provincie Friesland.

## Werk

#### Proza
- 1981: Boartsjendewei (novelle) (speciaal nummer van de Sonde)
- 1983: Praat út in hynstekop (verhalen)
- 1986: It grom spat alle kanten út (verhalen)
- 1992: Fuortsmytballade yn es (roman)
- 1995: Hotputs en oare kremearkes (Ljochtmoanneboekje nr. 7)
- 1997: Hite Bliksem (Fries boekenweekgeschenk)
- 1998: Shit my mar lek (roman)
- 2005: Fan flierefluiters en droechstinners (verhalen)

#### Poëzie
- 1968: De tévé op it jiskelân
- 1968: Broadtsje heal-om/Broodje half-om (met anderen)
- 1969: Yngreep (met anderen)
- 1970: Boartlik boartskipje (met anderen)
- 1970: Hipokrisie (met anderen)
- 1970: Ynfiltraasje (met anderen)
- 1975: Ugh
- 1979: Oant sjen yn Peasens-Moddergat
- 1986: Tekens fan hjoed nei juster
- 1988: It spul troch it gat sjen
- 1996: Dy iene ielreager dy't opwjokket
- 2001: In faai hinnekommen
- 2003: bijdrage aan Gjin grinzen, de reis - Geen grenzen, de reis - No borders, the voyage van Kistwurk

#### Ander werk
- 1979: Protest/portret (met anderen)
- 1983: Doch-sels I, Karkribelje (toneelstukje voor kinderen) (met anderen)
- 1984: Zangvogels (vertaalde kindergedichten van Meindert Bylsma en Baukje Wytsma, samengesteld door Hans ten Have)
- 1985: Patat spesjaal (gedichten, verhalen, toneelstukjes en grappen voor kinderen) (met anderen)
- 1985: Doch-sels II, In lês-, sjoch-, en dochboek (met anderen)
- 1985: Doch-sels III, It geheim fan it Gouden Ljocht (toneelstukjes, gedichten en spelletjes voor kinderen) (met anderen)
- 1987: Sinteklazegedichten (met anderen)

## Prijzen
- 1965: Rely Jorritsmapriis voor het verhaal Fan in greate man en in lyts mantsje
- 1966: Rely Jorritsmapriis voor het gedicht De lifter
- 1967: Rely Jorritsmapriis voor het gedicht Forgunning
- 1968: Rely Jorritsmapriis voor het verhaal De blauwe bar
- 1970: Rely Jorritsmapriis voor het verhaal Haedfilm